# 日劇台
日劇台（英語：Japanese Drama）是香港電視廣播有限公司旗下一條已停播的劇集頻道，以播放日本劇集為主題。
同公司的類近頻道為韓劇台、華語劇台和精選亞洲劇台。主要競爭對手有香港有線電視的有線劇集台、now TV的now劇集台，而同樣會競爭劇集收費電視播映權的非劇集頻道有香港有線電視的有線第1台。

## 歷史與發展
- 2005年5月20日，為配合「銀河衛視extv」易名「SuperSun 新電視」，該頻道以「精選劇集台」作為頻道名稱正式開播，當時的頻道名稱和台徽均未強調與TVB的從屬關係，也僅將「精選劇集台」五字以新綜藝體字型作為台徽。
- 2006年3月1日，為配合「SuperSun 新電視」易名「無綫收費電視」，其頻道名稱將「精選劇集台」更名為「無綫劇集台」，同時正式透過無綫收費電視使用第7/207頻道收看。
- 2006年5月10日，為配合now TV推出「無綫收費電視特選組合」，該頻道正式透過now TV傳送而使用第807頻道收看。
- 2009年11月30日起，因應無綫精選台開播，無綫劇集台重整頻道定位，主力首播日韓台外購劇集，而亞洲各地區精選劇情片及自製劇集則轉由精選台播出。
- 2013年4月29日，該頻道將中文名稱的「無綫劇集台」、「TVB劇集台」和英文名稱的分別更名為「煲劇1台」和。
- 2015年3月31日，該頻道配合華語劇台（煲劇3台）及煲劇台（煲劇4台）於4月4日啟播而將中文名稱的「煲劇1台」和英文名稱的分別更名為「TVB日劇台」和。
- 2015年12月29日起，本頻道於節目宣傳片中被旁白簡稱為「日劇台」，但頻道統稱：「TVB日劇台」依舊不變。
- 2017年4月1日起，因應無綫網絡電視交還收費電視牌照，包括本頻道在內的所有收費頻道台徽都有改動，原無綫收費電視圓形三色Logo被改為TVB商標。
- 2018年10月15日起，本頻道的首播劇集取消自家粵語配音，同年12月26日起，本頻道不再播放首播劇集。
- 2019年1月16日起，包括本頻道在內的所有TVB收費頻道台徽都被取消，畫面右上的原有台徽被改為myTV SUPER商標，廣告時段節目預告和呼號畫面更全被取消。
- 2020年4月6日起，「日劇台」停播，原有88號台號變更為「亞洲劇台」。

## 播放模式
於本台播放的劇集均會配上中文字幕，大部分劇集會被配上粵語，個别緊貼日本播放的劇集只會以原音播放。
每天直至2015年4月4日，煲劇1台會播出三至四套購自日本、韓國、台灣及少數來自中國大陸的電視劇集，並循環播放四次或以上。
現時絕大部分的首播劇集較多安排於星期六、日下午二時起播放，每次播映兩集；而重播劇集及免費頻道（翡翠台、明珠台、高清翡翠台、J2）的首播劇集則安排於星期一至五下午二時起播放，每次播映一集。
2015年4月20日起，因應新設的華語劇台及精選亞洲劇台（12月29日前稱為TVB煲劇台）啟播，一個全天候的日劇頻道，緊貼日本映期，提供多元類型的長篇和短篇劇集，集合愛情、懸疑、刑偵、溫情等劇種。
停播前，每天的循環周期時數已變得十分短，平日為1小時，只由2套重播的連續電視小說、每天播放連續2集來維持；周末則以2套1小時長的日本劇集（或其中一小時改以2集半小時的短編劇集代替）為1個循環。

## 播放劇集
- 2006年1月：天國的階梯、十兄弟
- 2006年2月：小寶與康熙、明成皇后、人間的證明
- 2006年3月：攪嘢辦公室（日语：ラブコンプレックス）（戀愛症候群）、惡魔在身邊
- 2006年4月：綠光森林、小爸爸上學去、美麗新天地、色慾都市
- 2006年5月：輪舞曲、義務爹哋（日语：涙をふいて）（頑固老哥）、蓋世孖寶、大長今、人魚小姐
- 2006年6月：宮、哈囉黑傑克、地下鐵、出走公主
- 2006年7月：海猿、惡作劇之吻、寶蓮燈、七劍下天山、溥傑與王妃
- 2006年8月：利家與松、布拉格戀人、愛情魔髮師、夜王、饌品單子、金粉佳人
- 2006年9月：愛情翻叮、金枝慾孽、齊天大聖孫悟空、新楚留香
- 2006年10月：法網新丁、浪淘沙、大醫院小醫師、天下第一、大奧 - 華之亂、垃圾律師（日语：弁護士のくず）、秋天的驟雨
- 2006年11月：電車男、露露公主、雷霆傘兵、越王勾踐、女系家族
- 2006年12月：深情密碼、孤戀花、豪傑春香、微笑PASTA、沉默的証人